# 船医

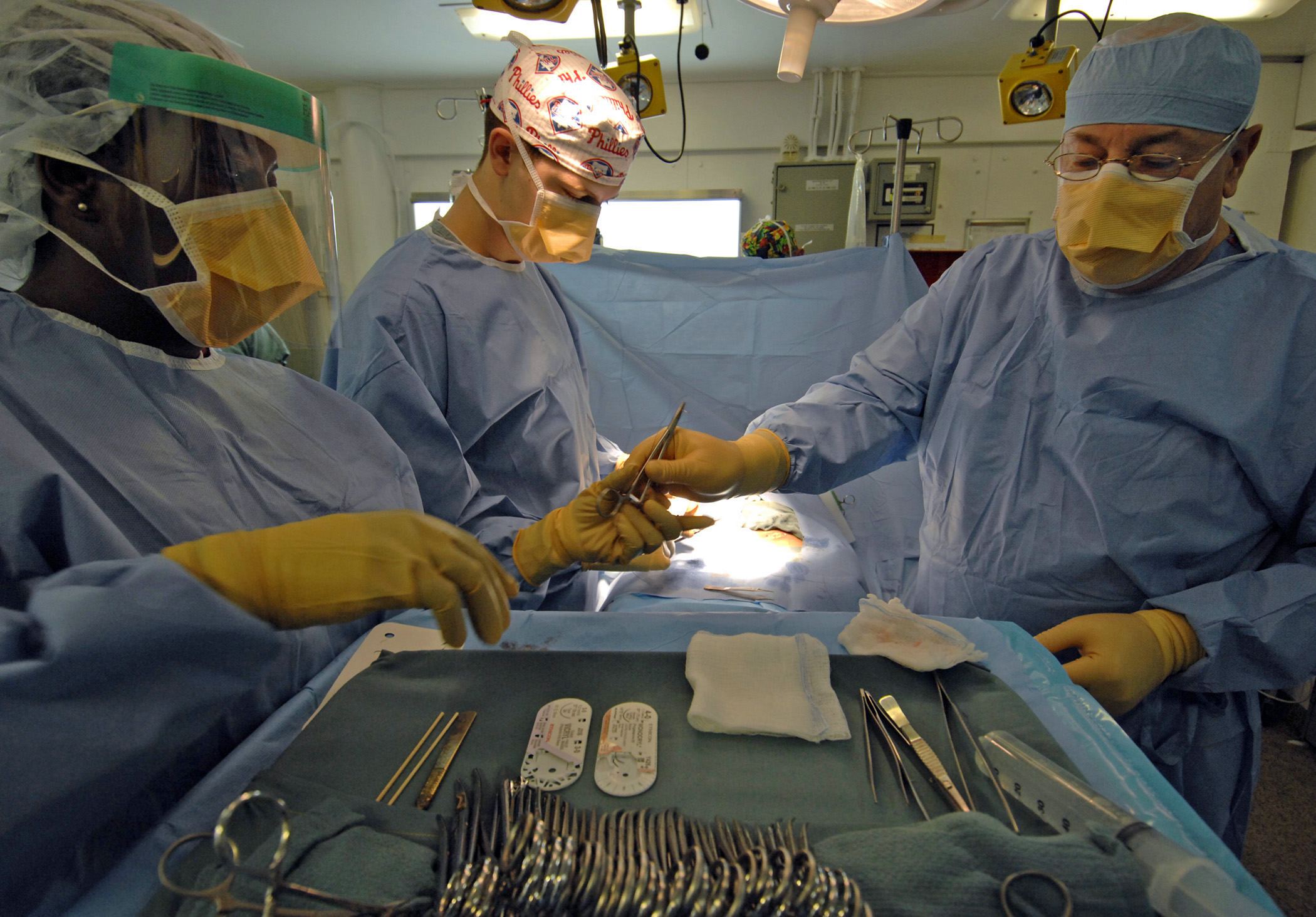
アメリカ海軍の空母ハリー・S・トルーマンの手術室でヘルニアの手術。外科技師が止血鉗子を船医に渡している。

船医（せんい）とは、客船、遠洋航海の漁船、貨物船などに乗船して医療を行う医師のことである。補佐のために乗り込む看護師は単に『看護師』と呼ばれる。
各国海軍や日本の海上自衛隊の艦艇に乗船する医官については、通常軍医に分類される。

## 概要
船上では1人で内科、外科、産婦人科、精神科など、多岐にわたる診療を行う必要があり、幅広い医学知識と経験を有することが期待されることから、『臨床医療のスペシャリスト』とも呼ばれる。また、クルーズ船などでは高い社交性や語学力が要求される場合もある。
通常は医師と看護師のみが乗船するが、病院船やアメリカ海軍の原子力空母では広さに余裕があるため、手術室を備えており、放射線技師や外科技師の資格を有する衛生兵も乗艦していることから、洋上で本格的な手術も可能である。また歯科の設備もあり、歯科医師も乗艦しているため、本格的な歯科治療も可能である。薬剤師も乗艦している。
かつてはプロスペル・ガルノーのように生物学や博物学の知識を活かし、世界各地に向かう調査団に船医兼科学者として同行し、希少な動植物の調査・収集を行うなどプラントハンターのような活動も担当していた。またウィリアム・ジャーディンのように個人的な交易などのサイドビジネスを始める者もいた。
2000年代以降は、客船のクルーズが減少傾向にあることから、船医の職を得ることは難しくなりつつあるという。

## 日本
日本では、主に国際路線で3000トン以上・乗員100人以上の船において船医配置義務がある。

船員法第八十二条  船舶所有者は、左の船舶には、医師を乗り組ませなければならない。但し、国内各港間を航海するとき、国土交通省令の定める区域のみを航海するとき、又は国土交通省令の定める短期間の航海を行なう場合若しくはやむを得ない事由がある場合において国土交通大臣の許可を受けたときは、この限りでない。
一  遠洋区域又は近海区域を航行区域とする総トン数三千トン以上の船舶で最大とう載人員百人以上のもの
二  前号に掲げる船舶以外の遠洋区域を航行区域とする国土交通省令の定める 船舶で国土交通大臣の指定する航路に就航するもの
三  国土交通省令の定める母船式漁業に従事する漁船

## 著名な船医
- チャールズ・ダーウィン - ビーグル号で世界一周の航海に客人として同行。先任者が途中で下船したため臨時の船医となった。
- ウィリアム・ジャーディン - イギリス東インド会社の船医でジャーディン・マセソン財閥をなした。第一次アヘン戦争の開幕に関与。
- ジョージ・パス - イギリス海軍リライアンス号の船医。オーストラリアの探検に参加。バス海峡の命名者。
- ジョン・スティーブン・ハンプトン - 船医、のちに植民地への囚人輸送の責任者を経てオーストラリア総督。
- アーサー・コナン・ドイル - 医学生時代にパートタイムでて捕鯨船の船医、大学卒業後はアフリカ航路の船医を経験。
- アーチボルト・ジョセフ・クローニン - イギリスの作家。インド航路の船医を経験。他に炭鉱医などの経験もあり。
- ルネ＝プリムヴェール・レッソン - フランスの軍医。鳥類学者でもあり、世界一周航海を行ったコキーユ号でプロスペル・ガルノーと共に船医として働きながら、世界各地の動植物を集めた。
- 北杜夫 - 日本の作家。水産庁の漁業調査船照洋丸で船医として勤務したほか、登山隊の医師も務めた。
- 永井明 - 貨物船の船医
- 西丸與一 - 元横浜市立大学法医学教授、監察医。大学を退職後にぱしふぃっくびいなすの船医を務めた。
- 米山公啓 - 作家。客船の船医を務めた。

## 文学・エッセイ
- 小説
  - ガリヴァー旅行記 - 主人公のレミュエル・ガリヴァーは船医。また正式な題名は『船医から始まり後に複数の船の船長となったレミュエル・ガリヴァーによる、世界の諸僻地への旅行記四篇』である。
- エッセイ
  - 北杜夫『どくとるマンボウ航海記』新潮文庫、中公文庫、角川文庫など
  - 永井明『あやしい船医、南太平洋をゆく』角川書店
  - 西丸與一『ドクター西丸 航海記』海事プレス社
  - 田村京子『捕鯨船団 女ドクター南氷洋を行く』集英社文庫 -遠洋航海の漁船の船医
  - 米山公啓『医者を忘れて大航海』幻冬舎文庫
- コミック
  - 矢島正雄／菊田洋之『クルーズ 医師山田公平航海誌』小学館/ビッグコミックス